# Karol Sidor
Karol Sidor (16. července 1901 Ružomberok – 20. října 1953 Montréal) byl slovenský novinář a politik, jeden z vrcholných představitelů a ideologů umírněného klerikálního nacionalismu na Slovensku.

## Život
Od roku 1920 byl členem SĽS, v letech 1931–8 zastával funkci šéfredaktora v jejích stranických novinách Slovák. Po volbách v roce 1935 se stal poslancem Národního shromáždění.
Při volbě prezidenta v roce 1935 se stavěl proti tomu, aby HSĽS podpořila Beneše. Když strana nakonec na základě dohody, kterou vyjednal a v HSĽS prosadil Jozef Tiso, Beneše podpořila, Sidor se na protest vzdal svého poslaneckého mandátu. V roce 1938 se stal ředitelem všech tiskařských podniků strany a zároveň hlavním velitelem Hlinkovy gardy. V prosinci 1938 byl zvolen do slovenského sněmu. Od prosince 1938 do března 1939 pak byl ministrem bez portfeje v československé vládě. V těchto funkcích se ale brzy dostal do konfliktu s radikálními slovenskými nacionalisty a fašisty. Konflikt kulminoval v březnu 1939, kdy byl jmenován předsedou slovenské autonomní vlády. 14. března odmítl německý nátlak vyžadující okamžité vyhlášení slovenské samostatnosti. Sám preferoval spojení Slovenska s Polskem. Když byl poté Slovenský stát i přes Sidorův odpor vyhlášen, stal se v jeho vládě ministrem vnitra. Jeho snaha omezit řádění Hlinkovy gardy, kterou dříve sám zakládal, i zásahy proti dalším nacionalistickým a fašistickým excesům vedly k tomu, že byl na společný nátlak slovenských radikálů a Německa odstraněn ze všech významných funkcí a koncem roku 1939 byl odklizen do funkce velvyslance ve Vatikánu.
Ve Vatikánu Sidor zpočátku svědomitě plnil své úkoly, ale postupem času propadal stále hlubší deziluzi, na níž měl možná podíl i osud slovenských Židů a demarše slovenského státu ohledně této otázky, které musel Sidor z titulu své funkce předávat. Ke konci už své zhnusení neskrýval natolik, že si Tardini, který se Sidorem jednal nejčastěji, zaznamenal do svého deníku, že Sidor předkládá stanoviska své vlády bez valného osobního přesvědčení a s neskrývaným studem.
Po roce 1945 se Sidor rozhodl zůstat v zahraničí, v roce 1947 byl v nepřítomnosti odsouzen v poněkud diskutabilním procesu k 20 letům vězení. Po únoru 1948 založil v emigraci Slovenskou národní radu v zahraničí, jíž poté předsedal.